# Domkerk van Aarhus
De Domkerk van Aarhus of Sint-Clemenskerk (Deens: Aarhus Domkirke, Sct. Clemens Kirke) is een aan Clemens van Rome gewijd kerkgebouw in Aarhus, Denemarken. De kerk is een van de oudste bakstenen gebouwen op Jutland. Met een lengte van 93 meter is de domkerk de langste kerk van Denemarken. De 96 meter hoge toren is de hoogste van het land.

## Geschiedenis

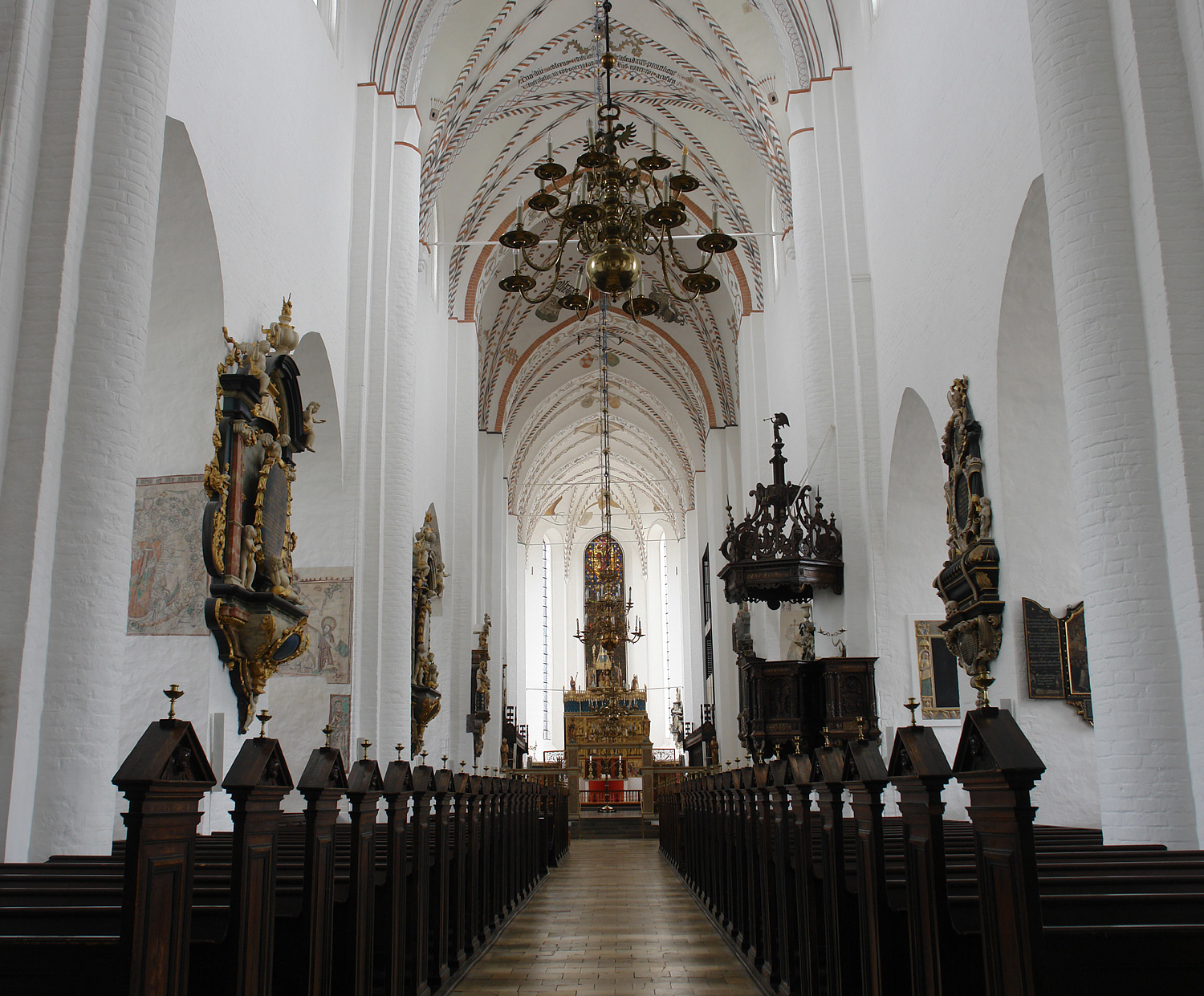
Interieur van de domkerk

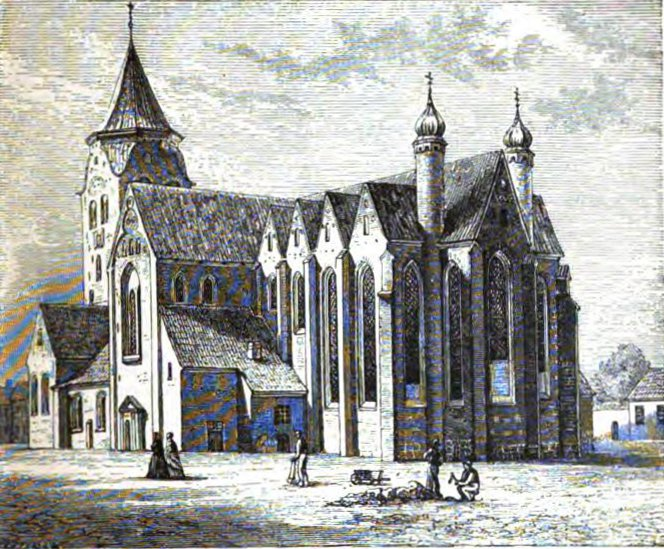
De kerk voor de 19e-eeuwse restauratie

De eerste kerk van Aarhus werd omstreeks het jaar 900 van hout opgericht. Het was de eerste kathedraal van het bisdom Aros (Aarhus) en werd gewijd aan de heilige Nicolaas. Het bisdom werd rond 1060 als suffragaan bisdom van Viborg gesticht. De tweede (eveneens houten) kathedraal werd vanaf 1102 in de buurt van de huidige dom onder bisschop Ulfketil opgericht om hier de relieken van de heilige Clemens te bewaren. Sint-Clemens is de patroonheilige van de zeelieden, hetgeen de heilige in Scandinavië bijzonder geliefd maakte.
Met de bouw van de kerk werd begonnen vanaf circa 1190 onder bisschop Peder Vognsen. Het werd ontworpen als een driebeukige romaanse basiliek met twee nooit voltooide torens en een ongewoon lang dwarsschip. Men maakte bij de bouw gebruik van rode baksteen, een bouwmateriaal dat niet eerder in Denemarken werd gebruikt en omstreeks die tijd populair werd voor de bouw van kerkelijke gebouwen. Aangenomen wordt dat de romaanse kerk rond het jaar 1300 werd voltooid. Het enige dat aan deze basiliek herinnert zijn de delen van de buitenmuren en de kapellen van de oostelijke muur van het transept.
In het jaar 1330 brak een grote brand uit die delen van de stad en de dakconstructie van de kerk vernietigde. Het duurde tot halverwege de 15e eeuw eer men begon met de herbouw van de domkerk. De huidige domkerk is het resultaat van de ingrijpende herbouw van 1449 tot 1500 in gotische stijl.
De reformatie deed onder leiding van Hans Tausen vanaf het jaar 1524 haar intrede in het land. Ondanks het feit dat een groot deel van de adel katholiek bleef, wist de reformatie snel voet aan de grond te krijgen. De bisschop probeerde de verspreiding van de nieuwe leer in het bisdom te voorkomen, maar de burgers eisten dat de vieringen van de liturgie in de Deense taal plaatsvond. Nadat koning Frederik I stierf, werd zijn protestantse zoon Christiaan III op de jaarlijkse bijeenkomst van vrije mannen, het landsding van Viborg, gekozen tot nieuwe koning. De overwegen katholieke staatsraad accepteerde deze keuze niet, hetgeen leidde tot een twee jaar durende gravenvete waarbij ettelijke katholieke bisschoppen gevangen werden genomen. De laatste (katholieke) bisschop van Aarhus, Ove Bilde, werd in de zomer van 1536 in de kerker vastgezet, het jaar dat de protestantse leer de officiële van het land werd.
Tijdens een blikseminslag in 1642 ging de toren in vlammen op en werd vrijwel geheel verwoest. De schade aan het interieur van de dom bleef gelukkig beperkt.
in de jaren 1877-1882 volgde een grondige restauratie waarbij men het gebouw in de staat van circa 1500 wilde herstellen. Enkele barokke veranderingen zoals de uivormige torentjes bij de viering werden ongedaan gemaakt. De architecten Hack Kampmann en Mogens Clemmensen leidden de verdere bouwwerkzaamheden en brachten de kerk eindelijk in de oude glorie terug. Pas in de laten jaren 1920 werd de toren gerestaureerd. Eveneens onder leiding van de architect Mogens Clemmensen werden de toren in 1931 op de huidige hoogte van 93 meter gebracht en de trapgevels van het koor en de transepten gereconstrueerd.

## Interieur

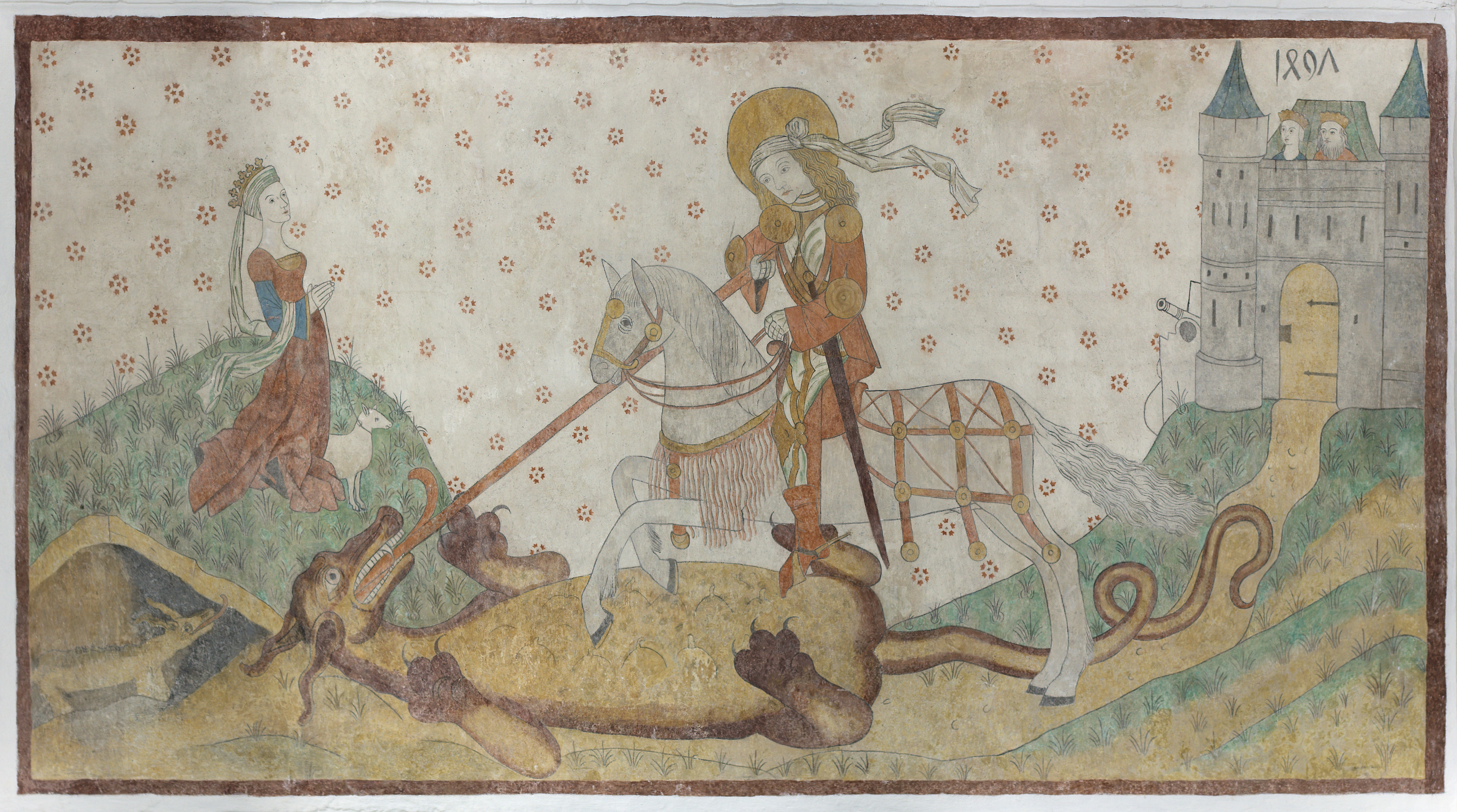
Fresco van Sint-Joris en de draak

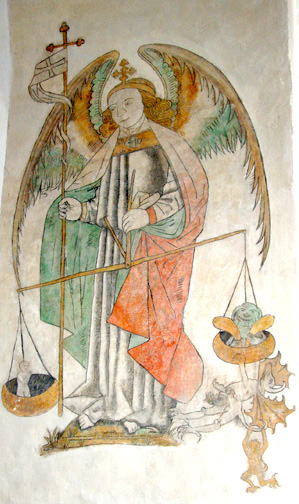
Sint Michaël met de weegschaal

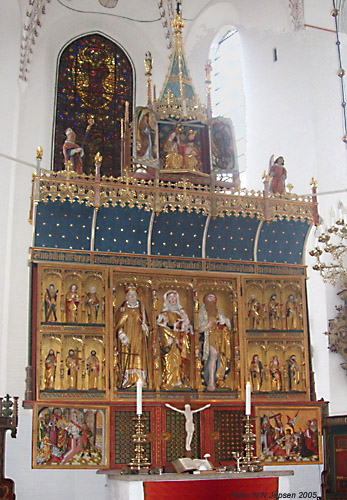
Het Bernt Notke-altaar

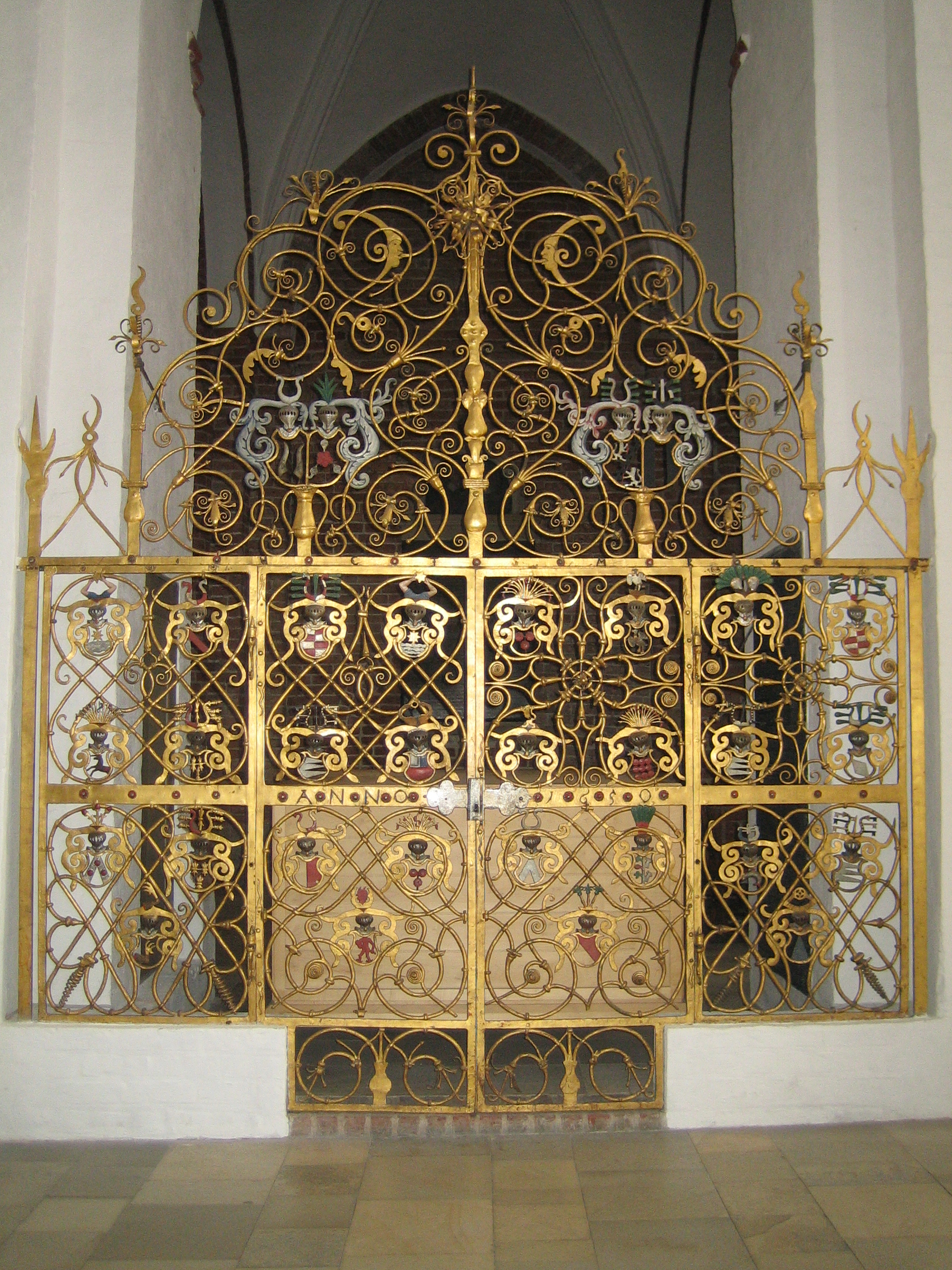
Onderdeel koorhek

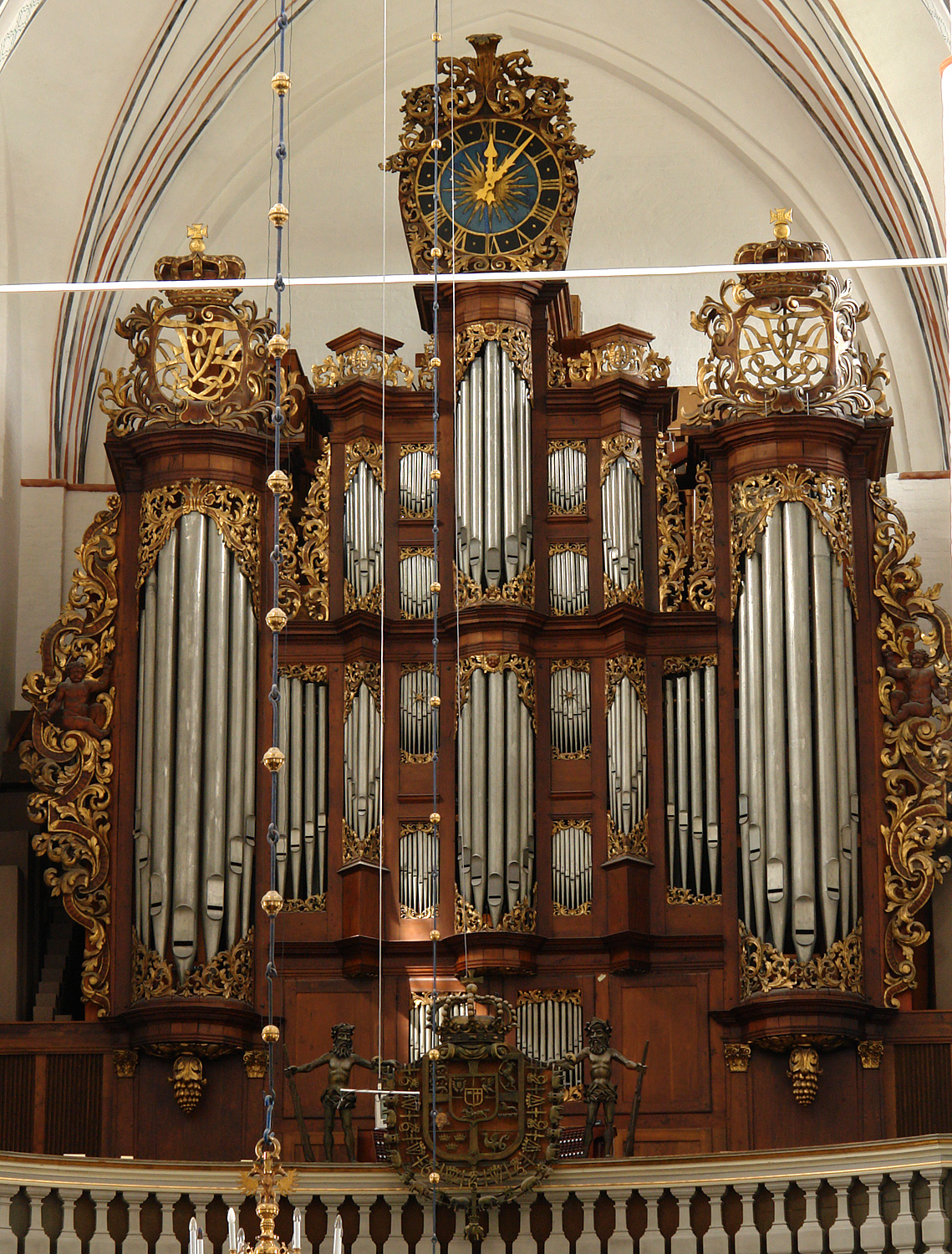
Orgel

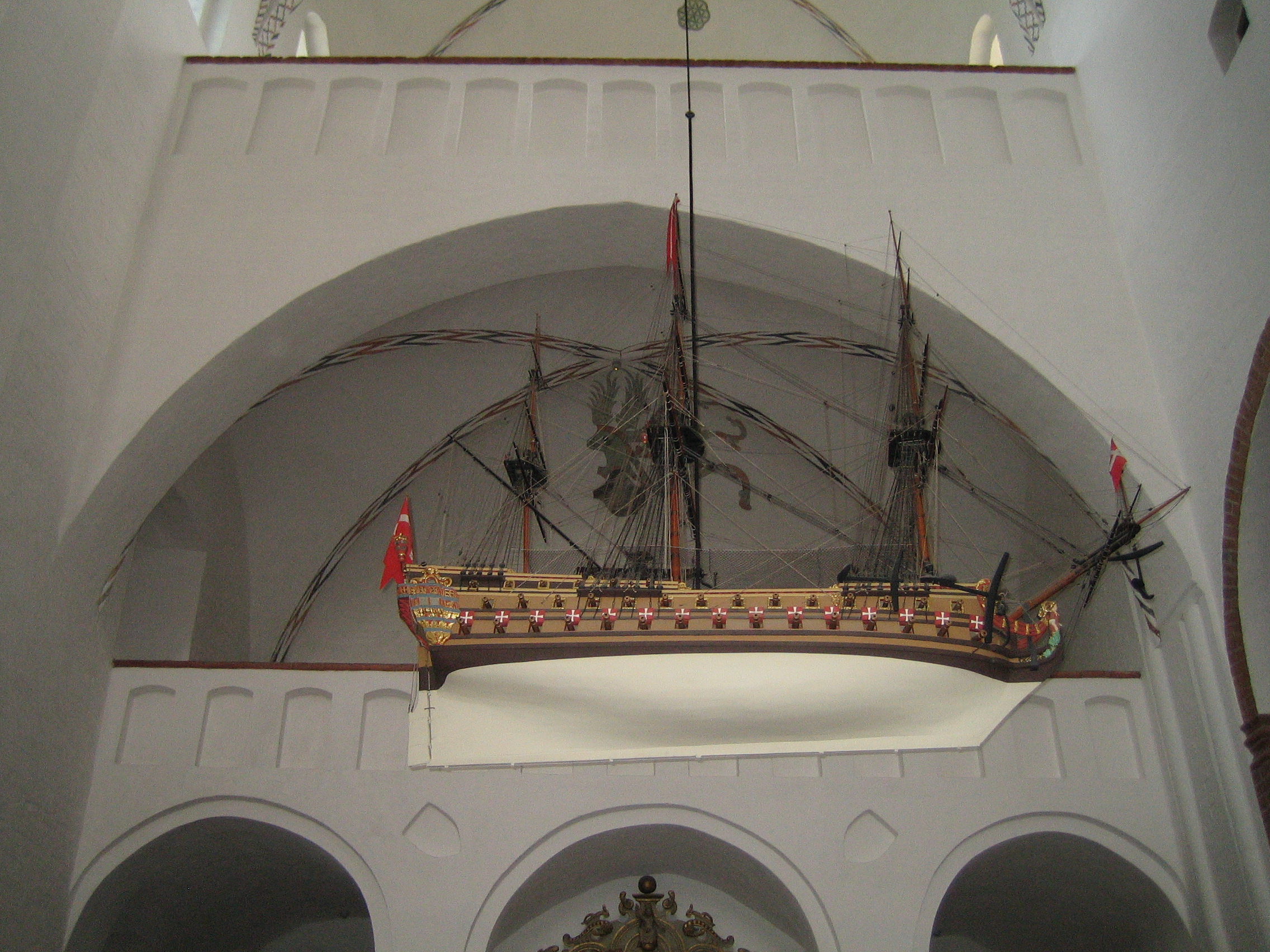
Votiefschip de Eenheid

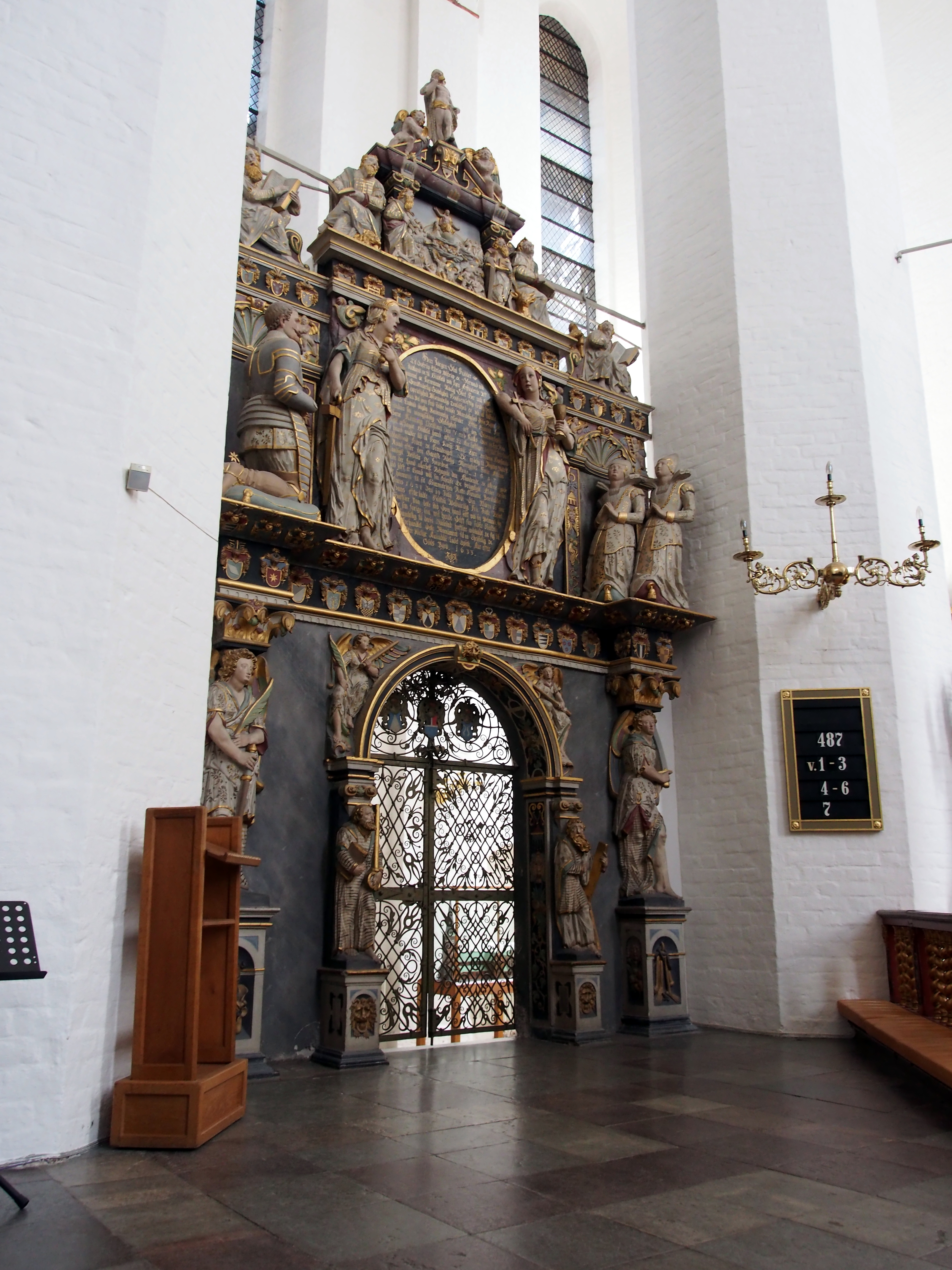
Grafkapel

### Fresco's
Tot de reformatie werden de muren van de kathedralen bedekt met fresco's. Veel van de fresco's verdwenen, maar in de domkerk bleven op een oppervlakte van 220 m² fresco's uit 1470-1520 bewaard. Er zijn fresco's van Sint-Christoffel en Sint-Clemens, Sint-Joris en de draak, Sint-Michaël als weger van de zielen, het Vagevuur, het Laatste Oordeel en talrijke andere. In de noordwestelijke hoek bevindt zich om een niet meer bestaand venster nog een fresco van de eerste romaanse kathedraal uit 1300. Het venster, vernoemd naar Lazarus, was oorspronkelijk een opening voor leprozen.

### Vensters
De dom heeft slechts één venster met gebrandschilderd glas. Het koorvenster werd in 1926 door de Noorse kunstenaar Emmanuel Vigeland ontworpen en is met een hoogte van 14 meter het grootste venster van Denemarken. Er worden drie gebeurtenissen uitgebeeld: het onderste deel toont Christus in het graf, in het midden de gekruisigde Heiland en boven de verrezen Christus in een gouden stralenkrans.

### Altaar
De dom heeft een altaar dat werd gemaakt door de beroemde houtsnijder Bernt Notke uit Lübeck. Het altaar werd op Paaszondag 1479 ingewijd en is een van de grootste Deense kerkschatten. Het altaar is aan te passen aan de liturgische kalender.

### Preekstoel
De kansel is in 1588 uit eikenhout gesneden door de oorspronkelijk uit Nederland afkomstige Michael van Groningen. Getoond worden voorstellingen uit het Oude en Nieuwe Testament.

### Doopvont
Het bronzen doopvont werd in 1481 door de Flensburgse klokkengieter Peter Hansen gemaakt. Het doopvont was een geschenk van bisschop Jens Ivarsen Lange, die twee jaar eerder ook het hoogaltaar schonk. De sokkel toont de vier evangelisten in de gestalten van mensen met de koppen van de dieren die symbool voor hen staan: Johannes met de adelaarskop, Marcus met de leeuwenkop, Lucas met de kop van een os, maar Matteus als enige met het hoofd van een mens. Daarnaast toont het doopvont scènes uit het leven van negen apostelen en uit het leven van Christus (doop; kruisiging, het Jongste Gericht en de kroning van Maria). De overige reliëfs zijn niet meer herkenbaar.

### Orgel
Het hoofdorgel is een van de drie orgels die de domkerk rijk is en werd in 1730 door de Duitse orgelbouwer Lambert Daniel Kastens (een leerling van de orgelbouwer Arp Schnitger) gebouwd. Het instrument met een barokke orgelkas werd herhaaldelijk gerestaureerd, vergroot en van de nieuwste technische toepassingen voorzien. De registers stammen overwegend van de firma Th. Frobenius & Zonen uit de periode 1928-2001. Met 89 registers is het instrument het grootste kerkorgel in Denemarken.

### Gouden Deur
De Gouden Deur is een van de vijf smeedijzeren hekken dat het kerkschip scheidt van het koor. Het hek herinnert aan de scheiding van de geestelijkheid en de gewone gelovigen uit de katholieke tijd en werd gemaakt door de Duitser Kaspar Fincke.

### Votiefschip
Zoals in veel andere Deense kerken hangt ook in de domkerk van Aarhus een votiefschip. Het bevindt zich onder de viering en herinnert aan de tijd dat Denemarken een zeevarende natie was. Het schip draagt de naam Enigsheden (vertaling: Eenheid) en werd waarschijnlijk in Nederland gemaakt. Tsaar Peter de Grote liet in Nederland in plaats van bouwtekeningen modellen van oorlogsschepen maken. Op de vaart naar Rusland kwam het transportschip echter bij Skagen in een storm terecht. Het votiefschip Enigsheden werd gered en nadat enige vissers het model wisten te verwerven, boden zij het de domkerk als votiefgave aan. Het grootste votiefschip van Denemarken meet 2,65 meter lang en 3.50 meter hoog.

### Kapellen en epitafen
De kerk heeft meerdere kapellen en tombes, zowel in romaanse als barokke stijl, en een aantal epitafen. De belangrijkste kapel is die van de familie Marcelis, die door de Vlaamse beeldhouwer Thomas Quellinus werd gebouwd. Het laatbarokke monument is de grootste in zijn soort van Denemarken. In de crypte van de kerk bevinden zich de resten van duizenden mensen van alle rangen en standen.

### Klokken
In de klokkentoren hangen acht klokken, de oudste (Martinus) dateert uit de 13e eeuw. Tijdens de blikseminslag in 1642 gingen ook enige klokken verloren.